# جيفري موامبي
جيفري موامبي هو سياسي تنزاني من حزب الثورة، وعضو مجلس الوزراء المعين. تم ترشيحه كعضو في البرلمان من قبل الرئيس التنزاني جون بومبيه ماغوفولي في عام 2020 ليعمل وزيراً للصناعة والتجارة في ديسمبر 2020. تم تعيينه لفترة وجيزة كرئيس لمركز الاستثمار التنزاني قبل أن يتم ترشيحه في مجلس الوزراء بعد الانتخابات العامة التنزانية لعام 2020.